# Contea di Bács-Kiskun
Bács-Kiskun è una contea dell'Ungheria centromeridionale. Si estende fino al confine con la Serbia e confina con le altre contee di Baranya, Tolna, Fejér, Pest, Jász-Nagykun-Szolnok e Csongrád-Csanád; suo capoluogo è Kecskemét. È la contea più estesa della nazione.

## Storia
La contea è stata istituita alla fine della seconda guerra mondiale col territorio dei comitati di Bács-Bodrog e Pest-Pilis-Solt-Kiskun. Il nome deriva da Bač (in ungherese Bács) città capoluogo dell'antica regione ora appartenente alla Serbia e da Kiskunság, regione storica dell'Ungheria.

## Struttura della Contea
I due terzi della popolazione vive in venti città fra cui più grande è il capoluogo, Kecskemét, dove vive un quinto della popolazione totale.
La città con la maggiore densità è Kalocsa (353 ab./km²), la più bassa densita è nel paese di Újsolt (6 ab./km²).
Le città hanno una densità media di abitanti di 126 ab./km², mentre nei paesi scende a 36 ab./km².
Il 13% della popolazione vive in poderi e fattorie.
 Città di rilevanza comitale 
- Kecskemét (108 286)

 Città 
(in ordine alfabetico secondo censimento del 2001)
- Bácsalmás (7 694)
- Baja (38 143)
- Dunavecse (4 249)
- Izsák (6 187)
- Jánoshalma (9 866)
- Kalocsa (18 449)
- Kecel (9 259)
- Kerekegyháza (6 051)
- Kiskőrös (15 263)
- Kiskunfélegyháza (32 081)
- Kiskunhalas (29 688)
- Kiskunmajsa (21 091)
- Kunszentmiklós (9 078)
- Lajosmizse (11 159)
- Solt (7 063)
- Soltvadkert (7 782)
- Szabadszállás (6 680)
- Tiszakécske (11 878)
- Tompa (4 899)

 Altri comuni 
(in ordine alfabetico)
- Ágasegyháza
- Akasztó
- Apostag
- Bácsbokod
- Bácsborsód
- Bácsszentgyörgy
- Bácsszőlős
- Ballószög
- Balotaszállás
- Bátmonostor
- Bátya
- Bócsa
- Borota
- Bugac
- Bugacpusztaháza
- Császártöltés
- Csátalja
- Csávoly
- Csengőd
- Csikéria
- Csólyospálos
- Dávod
- Drágszél
- Dunaegyháza
- Dunafalva
- Dunapataj
- Dunaszentbenedek
- Dunatetétlen
- Dusnok
- Érsekcsanád
- Érsekhalma
- Fajsz
- Felsőlajos
- Felsőszentiván
- Foktő
- Fülöpháza
- Fülöpjakab
- Fülöpszállás
- Gara
- Gátér
- Géderlak
- Hajós
- Harkakötöny
- Harta (Ungheria)
- Helvécia
- Hercegszántó
- Homokmégy
- Imrehegy
- Jakabszállás
- Jászszentlászló
- Kaskantyú
- Katymár
- Kelebia
- Kéleshalom
- Kisszállás
- Kömpöc
- Kunadacs
- Kunbaja
- Kunbaracs
- Kunfehértó
- Kunpeszér
- Kunszállás
- Ladánybene
- Lakitelek
- Madaras
- Mátételke
- Mélykút
- Miske
- Móricgát
- Nagybaracska
- Nemesnádudvar
- Nyárlőrinc
- Ordas
- Öregcsertő
- Orgovány
- Páhi
- Pálmonostora
- Petőfiszállás
- Pirtó
- Rém
- Soltszentimre
- Sükösd
- Szakmár
- Szalkszentmárton
- Szank
- Szentkirály
- Szeremle
- Tabdi
- Tass
- Tataháza
- Tázlár
- Tiszaalpár
- Tiszaug
- Újsolt
- Újtelek
- Uszód
- Városföld
- Vaskút
- Zsana